# Walisische Badmintonmeisterschaft 1987
Die Walisische Badmintonmeisterschaft 1987 fand in Holyhead statt. Es war die 35. Austragung der nationalen Titelkämpfe im Badminton in Wales.

## Titelträger
| Disziplin    | Sieger                      |
| ------------ | --------------------------- |
| Herreneinzel | Chris Rees                  |
| Dameneinzel  | Rachel McIntosh             |
| Herrendoppel | Chris Rees Lyndon Williams  |
| Damendoppel  | Sarah Doody Cathy Vigar     |
| Mixed        | Philip Sutton Claire Hybart |